# Карагужева
Карагу́жева (рос. Карагужева) — присілок у складі Упоровського району Тюменської області, Росія.
Населення — 191 особа (2010, 191 у 2002).
Національний склад станом на 2002 рік:
- росіяни — 79 %